# وو جون
وو جون (بالصينية: 吴军) هو سياسي صيني، ولد في مايو 1972 في قويتشو في الصين. حزبياً، نشط في الحزب الشيوعي الصيني.